# Девід Фер'єр
Сер Девід Фер'єр — (англ. Sir David Ferrier) *13 січня 1843 року в Вудсайді біля Абердина, Шотландія; † — 19 березня 1928 року в Лондоні — британський фізіолог і нейробіолог.

## Життя
Девід Фер'єр народився 1843 року, вивчав медицину і став асистентом філософа і психолога Александра Бена (1818-1903) в Абердині.
За порадою Бена Фер'єр провів деякий час у Німеччині, працюючи з Германом фон Гельмгольцем (1821-1894) та Вільгельмом Вундтом (1832-1920) у Гайдельберзі, які були освіченими фізиками, що спеціалізувалися на сенсорній фізіології.
Повернувшись до Шотландії, Фер'єр здобув ступінь доктора медицини в Единбурзькому університеті. У 1870 році він переїхав до Лондона, де працював у лікарні Кінгс-коледжу (з 1871 року — професор) та Національній лікарні паралічу та епілепсії, першій лікарні в Англії, яка спеціалізувалася на неврологічних захворюваннях.
Невролог Джон Хаглінгс Джексон (1835-1911), який також працював там, дав йому поштовх до створення всеохоплюючої теоретичної концепції.
Серед іншого На запрошення невролога і психіатра Джеймса Крічтона-Брауна (1840-1938) він проводив експерименти у Вест-Райдінгській божевільні, знаючи і продовжуючи експерименти німецького анатома, антрополога і фізіолога Густава Фріча (1838-1927) і німецького лікаря-інтерніста, невролога, психіатра та експериментального епілептолога Едуарда Гітцига (1838-1907) — хоча і не посилаючись на них у своїх публікаціях — Фер'єр проводив подальші та більш точні експерименти зі стимуляції та абляції кори головного мозку на тваринах, зокрема на шимпанзе, результатом яких стали перші карти мозку у 1876 році

## Смерть
Помер 19 березня 1928 року в Лондоні від пневмонії. Залишив вдову Констанцію (уроджену Ватерлоу, сестру художника Ернеста Альберта Ватерлоу), сина та доньку. Його син Клод був відомим архітектором.

## Роботи
Серед публікацій Фер'єр варто згадати дві книги. Перша з них, опублікована в 1876 році, «Функції мозку», описує його експериментальні результати і в наступні роки стала дуже впливовою, так що зараз вона вважається однією з класичних книг з нейронауки.
У 1886 році він опублікував нове, значно розширене і рецензоване видання. Друга книга, опублікована двома роками пізніше, «Локалізація хвороб мозку», була присвячена клінічному застосуванню кортикальної локалізації.
Разом зі своїми друзями Ханглінгсом Джексоном і Крічтоном-Брауном Фер'єр був одним із засновників у 1878 році журналу «Мозок», присвяченого взаємодії експериментальної та клінічної неврології, який видається донині. Того ж року Фер'єр прочитав Гоулстонську лекцію в Кінгс-коледжі лікарів на тему «Локалізація захворювань головного мозку».